# Eva Bártová
Eva Bártová, rozená Kodytková (* 1955), je bývalá československá reprezentantka v orientačním běhu. Jejím největším úspěchem je stříbrná medaile ze štafet z mistrovství světa, kterou vybojovala spolu s Ivou Kalibánovou, Janou Hlaváčovou a Adou Kuchařovou.

## Sportovní kariéra

### Umístění na MS
| Zalaegerszeg 1983 | 34. místo | 2. místo |
| Bendigo 1985      | 16. místo | 5. místo |

### Umístění na MČSR
| Umístění na Mistrovství Československa v orientačním běhu | Umístění na Mistrovství Československa v orientačním běhu | Umístění na Mistrovství Československa v orientačním běhu | Umístění na Mistrovství Československa v orientačním běhu | Umístění na Mistrovství Československa v orientačním běhu | Umístění na Mistrovství Československa v orientačním běhu | Umístění na Mistrovství Československa v orientačním běhu | Umístění na Mistrovství Československa v orientačním běhu |
| Ročník                                                    | Kategorie                                                 | Klasická trať                                             | Krátká trať                                               | Dlouhá trať                                               | Noční                                                     | Členství v klubu                                          |                                                           |
| --------------------------------------------------------- | --------------------------------------------------------- | --------------------------------------------------------- | --------------------------------------------------------- | --------------------------------------------------------- | --------------------------------------------------------- | --------------------------------------------------------- | --------------------------------------------------------- |
| MČSR 1972                                                 | D17 – starší dorostenky                                   | 3. místo                                                  |                                                           |                                                           |                                                           | SOOB Spartak Rychnov n.Kn.                                |                                                           |
| MČSR 1973                                                 | D17 – starší dorostenky                                   | 7. místo                                                  |                                                           |                                                           |                                                           | SOOB Spartak Rychnov n.Kn.                                |                                                           |
| MČSR 1974                                                 | D19 – juniorky                                            | 6. místo                                                  |                                                           |                                                           |                                                           | SOOB Spartak Rychnov n.Kn.                                |                                                           |
| MČSR 1976                                                 | D21 – ženy                                                |                                                           |                                                           |                                                           | 7. místo                                                  | SOOB Spartak Rychnov n.Kn.                                |                                                           |
| MČSR 1979                                                 | D21 – ženy                                                |                                                           |                                                           | 7. místo                                                  |                                                           | OOB Vamberk                                               |                                                           |
| MČSR 1979                                                 | D21 – ženy                                                | 23. místo                                                 |                                                           |                                                           |                                                           | SOOB Spartak Rychnov n.Kn.                                |                                                           |
| MČSR 1980                                                 | D21 – ženy                                                | 7. místo                                                  |                                                           | 9. místo                                                  |                                                           | OOB Vamberk                                               |                                                           |
| MČSR 1981                                                 | D21 – ženy                                                |                                                           |                                                           | 12. místo                                                 |                                                           | OOB Vamberk                                               |                                                           |
| MČSR 1982                                                 | D21 – ženy                                                | 9. místo                                                  |                                                           | 3. místo                                                  |                                                           | OOB Vamberk                                               |                                                           |
| MČSR 1983                                                 | D21 – ženy                                                | 4. místo                                                  |                                                           | 5. místo                                                  |                                                           | TJ Jičín                                                  |                                                           |
| MČSR 1984                                                 | D21 – ženy                                                | 3. místo                                                  |                                                           |                                                           |                                                           | TJ Jičín                                                  |                                                           |
| MČSR 1985                                                 | D21 – ženy                                                | 2. místo                                                  |                                                           | 2. místo                                                  |                                                           | TJ Jičín                                                  |                                                           |
| MČSR 1986                                                 | D21 – ženy                                                | 4. místo                                                  |                                                           | 1. místo                                                  |                                                           | TJ Jičín                                                  |                                                           |
| MČSR 1987                                                 | D21 – ženy                                                | 13. místo                                                 |                                                           | 9. místo                                                  |                                                           | TJ Jičín                                                  |                                                           |
| MČSR 1990                                                 | D19 (21) – ženy                                           |                                                           | 16. místo                                                 |                                                           |                                                           | OOB Vamberk                                               |                                                           |
| MČSR 1990                                                 | D21 – ženy                                                | 8. místo                                                  |                                                           |                                                           |                                                           | OOB Vamberk                                               |                                                           |
| MČSR 1991                                                 | D19 (21) – ženy                                           | 6. místo                                                  |                                                           |                                                           |                                                           | OOB Vamberk                                               |                                                           |

### Umístění na MČR
| Umístění na Mistrovství České republiky v orientačním běhu | Umístění na Mistrovství České republiky v orientačním běhu | Umístění na Mistrovství České republiky v orientačním běhu | Umístění na Mistrovství České republiky v orientačním běhu | Umístění na Mistrovství České republiky v orientačním běhu | Umístění na Mistrovství České republiky v orientačním běhu | Umístění na Mistrovství České republiky v orientačním běhu | Umístění na Mistrovství České republiky v orientačním běhu | Umístění na Mistrovství České republiky v orientačním běhu |
| Ročník                                                     | Kategorie                                                  | Klasická trať                                              | Krátká trať                                                | Sprint                                                     | Dlouhá trať                                                | Noční                                                      | Ranking                                                    | Členství v klubu                                           |
| ---------------------------------------------------------- | ---------------------------------------------------------- | ---------------------------------------------------------- | ---------------------------------------------------------- | ---------------------------------------------------------- | ---------------------------------------------------------- | ---------------------------------------------------------- | ---------------------------------------------------------- | ---------------------------------------------------------- |
| MČR 1993                                                   | D21 – ženy                                                 | 17. místo                                                  | 15. místo                                                  |                                                            |                                                            |                                                            |                                                            | SOOB Spartak Rychnov n.Kn.                                 |
| MČR 1994                                                   | D21 – ženy                                                 | 6. místo                                                   |                                                            |                                                            |                                                            |                                                            |                                                            | SOOB Spartak Rychnov n.Kn.                                 |
| MČR 1995                                                   | D21 – ženy                                                 | 10. místo                                                  |                                                            |                                                            |                                                            |                                                            |                                                            | SOOB Spartak Rychnov n.Kn.                                 |
| MČR 1996                                                   | D21 – ženy                                                 | 19. místo                                                  | 20. místo                                                  |                                                            |                                                            |                                                            |                                                            | SOOB Spartak Rychnov n.Kn.                                 |
| MČR 1997                                                   | D21 – ženy                                                 | disk                                                       |                                                            |                                                            | 8. místo                                                   |                                                            |                                                            | SOOB Spartak Rychnov n.Kn.                                 |